# Tonburi
Ne doit pas être confondu avec Thonburi.
Le tonburi (とんぶり) est le nom japonais des graines de Bassia scoparia consommées en tant que garniture dans la cuisine japonaise. Sa texture est similaire au caviar, et lui vaut donc d'être appelé parfois « caviar des montagnes » ou « caviar de la terre ».
Au Japon, le tonburi est une spécialité de la préfecture d'Akita. Après récolte, les graines sont séchées. Pour les préparer à la consommation, elles sont bouillies et trempées dans l'eau froide toute une journée, puis roulées à la main pour enlever la peau extérieure. Leur dimension est alors d'un ou 2 millimètres, et leur couleur est noire, tirant vers le vert.
En tant que tonburi, Bassia scoparia est aussi utilisée dans la médecine traditionnelle chinoise. Elle pourrait prévenir des désordres métaboliques comme l'hyperlipidémie, l'hypertension, l'obésité et l'athérome. Dans une étude portant sur les souris, un extrait de tonburi a effectivement limité l'obésité des cobayes alimentés par un régime gras. Les graines de Bassia scoparia contiennent une saponine particulière, du type momordine (saponine) (en), la momordine Ic.